# Le Breuil-sous-Argenton
Le Breuil-sous-Argenton korábbi község Franciaország Új-Aquitania régiójában, Deux-Sèvres megyében. 2016. január 1-jén öt másik korábbi községgel egyesült és az így létrejött Argentonnay új község része lett.
Lakosainak száma 479 fő (2018. január 1.). Le Breuil-sous-Argenton Genneton, Moutiers-sous-Argenton, Massais, Saint Maurice Étusson, Argentonnay és Argenton-les-Vallées községekkel határos.

## Népesség
A település népességének változása:
| Lakosok száma | 361  | 341  | 341  | 374  | 447  | 405  | 487  | 480  | 478  | 479  |
|               | 1962 | 1968 | 1975 | 1982 | 1990 | 2008 | 2013 | 2015 | 2017 | 2018 |